# Торпедо (Таганрог)
«Торпедо» (рос. Футбольный клуб «Торпедо» Таганрог) — російський футбольний клуб з міста Таганрога.

## Хронологія назв
- з початку 1920-х — Клуб ім. Артема
- 1936—1946 — «Зеніт»
- 1946—1953 — «Трактор»
- 1953—2004 — «Торпедо»

## Історія
Заснований на початку 20-х років під назвою Клуб ім. Артема. Виступав під назвами «Зеніт» (1936-1946), «Трактор» (1946-1953), «Торпедо» (1953-2004). Повністю припинив існування по завершенні сезону 2004 року.
У 1955 році директор Таганрозького комбайнового заводу А. М. Меркулов, який опікувався «Торпедо», запросив з Москви на посаду тренера команди Георгія Васильовича Мазанова. Вже наступного, 1956 року, команда посіла друге місце в класі «Б», професіональному чемпіонаті, відставши всього лише на одне очко від мінських армійців.

## Досягнення
- Чемпіонат РРФСР
  -  Чемпіон (1): 1955
  -  Срібний призер (1): 1954

- Чемпіонат УРСР
  -  Бронзовий призер (1): 1921

- Кубок СРСР серед КФК
  -  Фіналіст (1): 1940

- Кубок РРФСР серед КФК
  -  Фіналіст (1): 1950

- Чемпіонат Донецької губернії
  -  Чемпіон (2): 1921, 1922

- Чемпіонат Ростовської області
  -  Чемпіон (9): 1938, 1939, 1940, 1945, 1951, 1953, 1956, 1973, 1974

- Кубок газети «Молот»
  -  Володар (4): 1945, 1947, 1954, 1974
  -  Фіналіст (2): 1946, 1949

- Кубок Жовтня
  -  Володар (3): 1964, 1965, 1973

- Кубок пам'яті П.П. Щербатенка
  -  Володар (2): 1990, 1994

Учасник першості СРСР:
- третя група (1946): 3-є місце
- друга група (1948, 1949): 38 матчів (+11=7-20; 57-82), найкращий результат — 5 місце в зоні в 1949 р.
- клас «Б» (1956—1967): 372 матчі (+184=96-92; 529—318), найкращий результат — 2 місце в 1956, 1957, 1960 (в зоні), 1966 (в зоні) рр.
- друга група класу «А» (1968—1970): 120 матчів (+35=42-43, 106—126), найкращий результат — 11 місце в зоні в 1969 р.
- друга ліга (1971, 1975—1991): 659 матчів (+260=134-265, 798—823), найкращий результат — 2 місце в зоні в 1988 р.

Наприкінці чемпіонату 1988 року «торпедівці» вже святкували перемогу й почали готується до стикових матчів за вихід до першої ліги, але в підсумку розділили перше місце в зоні з новоросійським «Цементом», який набрав потрібну кількість очок в перенесених матчах. І хоча команда з Таганрога була кращою за всіма додатковими показниками (результатами особистих зустрічей, різницею забитих і пропущених м'ячів), призначили додатковий матч на нейтральній території (в Грозному). «Торпедо», мабуть, збентежена тим, що сталося, поступилося 2:0 й посіло друге місце в зоні.
У 1990 році команда грала у другій нижчій лізі (четвертий за силою дивізіон в країні), посівши перше місце, повернулася в третій.
Учасники першості Росії:
- Перша ліга (1992, 1993): 76 матчів (+30=13-33, 109—104), найкращий результат — 12 місце в 1992 р.
- Друга ліга (другий дивізіон) (1994—2000): 272 матчі (+112=50-110, 419—391), найкращий результат — 3 місце в 1995, 1996 рр.
- Третій дивізіон (2001—2004): 150 матчів (+80=20-50, 269—160), найкращий результат — 3 місце в 2003 р.

Найбільші перемоги команди в першості країни — 8-0 («Волгар» Астрахань — 1960 р., «Тріон-Волга» Твер — 1992 р.).
Найбільша перемога на виїзді — 5-0 («Спартак» Нальчик — 1961 р.).
Найбільші поразки — 0-8 («Нафтовик» Баку — 1948 р.) та 1-9 (СКА Ростов-на-Дону — 2000 р.).
Найкращий бомбардир — Валерій Попов:
- в першості Росії — 80 голів;
- загалом — 150 голів.

Найкращий бомбардир клубу в першості СРСР — Володимир Нечаєв — 74 голи.
Рекордсмен клубу за кількістю зіграних матчів — Валерій Попов:
- у першості СРСР — 311 матчів;
- у першості Росії — 350 матчів;
- загалом — 661 матч.

Рекордсмен результативності за сезон — Дмитро Кириченко (32 голи в 1997 році).
Рекордсмен результативності за сезон в першості СРСР — Володимир Нечаєв (25 голів у 1956 році).

## Відомі гравці
- / Олександр Скоторенко
- Дмитро Кириченко
- Ігор Ледяхов